# Elaphoglossum rubescens
Elaphoglossum rubescens là một loài thực vật có mạch trong họ Lomariopsidaceae. Loài này được Christ mô tả khoa học đầu tiên năm 1899.